# Sphecodes hyalinatus
De Sphecodes hyalinatus (tên tiếng Anh: lichte bloedbij) là một loài Hymenoptera trong họ Halictidae. Loài này được Hagens mô tả khoa học năm 1882.